# Kariera Nikosia Dyzmy (album)
Kariera Nikosia Dyzmy – album Elektrycznych Gitar do filmu komediowego Jacka Bromskiego o tym samym tytule, wydany w 2002. Zawiera stare, mniej lub bardziej znane piosenki Elektrycznych Gitar i Kuby Sienkiewicza, nagrane na nowo (Spokój grabarza, Leasing, Dojrzały człowiek), jak i piosenki premierowe. Całość jest przeplatana fragmentami z filmu. Nagrany z udziałem gościnnym czterech muzyków, którzy uczestniczyli dotychczas w solowych dokonaniach lidera grupy.

## Lista utworów
1. „...przyszedłem tu ratować polski cukier...”
2. „Doktor Dyzma” (K. Sienkiewicz)
3. „...patrzcie, to nie są ręce urzędasa...”
4. „Gdy zostanę prezydentem” (A. Kania)
5. "...a co wy sobie myślicie..."
6. „Mocny, podły show” (K. Sienkiewicz)
7. „...znowu żeś, Nikoś, pięknie mówił...”
8. „Spokój grabarza” (K. Sienkiewicz)
9. „...ja chwytam momentalnie...”
10. „Leasing” (K. Sienkiewicz)
11. „...łabędzi nigdy nie karmiłeś...”
12. „Nadmorski wiatr” (A. Korecki)
13. „...Polska na ciebie liczy...”
14. „Dojrzały człowiek” (K. Sienkiewicz)
15. „Muzyka sztucznych kończyn” (instr.) (K. Sienkiewicz)
16. „Mocny podły show (w. filmowa)” (K. Sienkiewicz)
17. „Zakochany Nikoś” (instr.) (K. Sienkiewicz)
18. „...karmiłam gęsi...”
19. „Tango Jadzia” (instr.) (K. Sienkiewicz)
20. „...bracia Szajkowscy, bliźniaki cztero-jajowe...”
21. „Poranek katarynki” (Z. Łapiński)
22. „Wstęp do bluesa” (instr.) (trad.)

## Wykonawcy
- Kuba Sienkiewicz – gitara elektryczna, śpiew
- Piotr Łojek – fortepian, pianino Fendera, Hammond, Korg Z1
- Tomasz Grochowalski – gitara basowa
- Aleksander Korecki – saksofon, flet
- Leon Paduch – perkusja, sampler

oraz gościnnie:
- Zbigniew Łapiński – fortepian, pianino elektryczne
- Jacek Wąsowski – gitara, mandolina, banjo
- Aneta Baculewska-Owczynnikow – skrzypce
- Andrzej Owczynnikow – kontrabas